# Белон
ОАО «Белон» — российская группа компаний с активами в угледобывающей промышленности и производстве стройматериалов. Полное наименование — Открытое акционерное общество «Белон». Штаб-квартира — в городе Белово (Кемеровская область).

## История
Основана в мае 1991 года в Новосибирске. С 1998 года компания целенаправленно скупала угледобывающие предприятия; с 2004 года вошла в бизнес по производству строительных материалов.
В 2006 году компания «Белон» первой среди угольных компаний России провела IPO. Компания была оценена в 440 млн долларов.
В апреле 2007 года ОАО «Белон», предложив 12,1 млн рублей, стало победителем аукциона на право пользования недрами с целью разведки и добычи каменного угля на участке Новобачатский-3 Краснобродского каменноугольного месторождения (Беловский район, Кемеровская область). Победителю торгов предоставлено право пользования недрами участка на 20 лет с возможностью продления этого срока, исходя из технического проекта освоения участка. В августе 2007 года «Белон» закончил строительство обогатительной фабрики «Листвяжная» (Кемеровская область) стоимостью 3 млрд рублей и проектной мощностью 6 млн тонн обогащенного угля в год. Фабрика на тот момент являлась единственной в России, где перерабатывается энергетический уголь марок «Г» и «Д» в промышленном объёме.
В течение 2007—2009 годов контрольный пакет компании был в несколько этапов приобретён Магнитогорским металлургическим комбинатом у тогдашнего генерального директора «Белона» Андрея Доброва. Общая сумма сделки превысила 500 млн долларов. После приобретения контроля ММК над «Белоном» часть активов последнего была выставлена на продажу. В 2010 года стало известно, что «Белон» продал свой основной не-угольный актив в Кузбассе — ООО «Ленинск-Кузнецкий завод строительных материалов» — бывшему директору Андрею Доброву.
В 2010 году штаб-квартира компании была перенесена из Новосибирска в город Белово.

### Слияния и поглощения
По сообщению «Интерфакс-Сибирь» от мая 2007 года ОАО «Белон» увеличило долю в уставном капитале ОАО "Шахта «Новая-2» (Кемеровская область) с 0 % до 100 %. Этот актив получен от компании «Гарант-сервис», Бенефициаром которой является группа «Белон». Ранее «Гарант-сервис» передал ОАО «Белон» 100 % уставного капитала ООО "Шахта «Чертинская-Южная», которому принадлежит лицензия на разработку «Новой-2», в то же время материальные активы и персонал шахты зарегистрированы на ОАО "Шахта «Новая-2». В дальнейшем группа планирует объединить эти два актива в одно юридическое лицо.
15 октября 2007 года ОАО «Белон» приобрела 100 % долю в ООО «Ресурс-Уголь».

## Собственники и руководство
Основной владелец компании — Магнитогорский металлургический комбинат (82,6 % акций).
Председатель совета директоров — Король Сергей Витальевич, генеральный директор —  Харченко Владимир Федорович.

## Деятельность
В группу «Белон» входит ряд угольных предприятий, расположенных в Кемеровской области: шахты — ООО «Шахта Чертинская-Коксовая», ООО "Шахта «Чертинская-Южная», ЗАО "Шахта «КОСТРОМОВСКАЯ», ОАО ЦОФ «Беловская», ряд сервисных и транспортных предприятий. Помимо угольного бизнеса, в сферу интересов группы входит металлотрейдинг, строительная индустрия.

### Показатели деятельности
В 2005 году компания добыла 1,04 млн т коксующегося и 1,9 млн т энергетического угля, производство угольного концентрата составило 5,1 млн т.
Объём добычи угля компанией в 2006 году составил 3,38 млн т (в 2005 году — 2,94 млн т), в январе — мае 2007 года — 1,95 млн т.
Группа «Белон» в январе — марте 2007 года увеличила добычу угля на 13,5 % по сравнению с аналогичным периодом прошлого года — до 970,2 тыс. тонн, сообщила пресс-служба ОАО «Белон».
Центральная обогатительная фабрика «Беловская» в первом квартале произвела 863 тыс. тонн угольного концентрата, превысив результат первого квартала 2006 года на 14 %. Объём переработки рядового угля составил 1,179 тыс. тонн.
Выручка «Белона» по МСФО в 2007 году — 13,6 млрд руб. (в 2006 году — 396 млн долларов), чистая прибыль — 659 млн руб. (46,4 млн долларов).